# Церковь Святого Иоанна (Хеннен)
Церковь Святого Иоанна в Хеннене (нем. Johanneskirche) — евангелическая церковь в районе Хеннен (нем. Hennen) города Изерлон; первое здание на этом месте было построено около 1200 года.

## История и описание
Первое здание храма на месте будущей церкви Святого Иоанна в районе Хеннен города Изерлон было построено около 1200 года в романском стиле: оно представляло собой небольшой зал с хором, имевший форму креста. Западная башня, примыкающая сегодня к строению, была возведена позже. Каменная кладка основного здания была выполнена из двух типов песчаника; неф церкви разделен на две части-травеи, а трансепт имеет сводчатый потолок. Семичастный алтарь содержит три окна и соединен с трансептом узким цилиндрическим сводом. «Мощная» структура храма в значительной степени лишена как внутренних, так и внешних украшений: только над порталами южной стороны, выложенными из кирпича, сохранились заметно разрушенные временем тимпаны, украшенные рельефами.
Главная апсида церкви Святого Иоанна имеет семигранную форму снаружи и полукруглую с внутренней стороны: в ее стенах присутствуют три окна; апсида соединяется со средокрестием подпружной аркой (нем. Gurtbogen). Несмотря на простоту убранства, интерьер храма все же немного «оживлен» живописными работами: так декоративная живопись в сводах была создана в начале XIII века. Данные работы средневековых мастеров были обнаружены только в 1875 году, а восстановлены уже в XX веке — в 1954.